# A Bíblia e a violência
A autoridade divina na Bíblia hebraica e no Novo Testamento sugere a conexão entre a Bíblia e a violência.  Nela pode ser encontrado narrativas, poesias e instruções que descrevem, encorajam, ordenam, condenam, recompensam, punem e regulam as ações violentas de Deus indivíduos, grupos, governos e estados-nação. A Bíblia especialmente contém muitos exemplos de violência física, sexual e religiosa contra mulheres em narrativas bíblicas, materiais legais e retórica profética.
Entre os atos violentos incluídos estão guerra, sacrifício humano, sacrifício de animais, assassinato, estupro, genocídio e pena capital. Os textos têm uma história de interpretação dentro das religiões abraâmicas e da cultura ocidental que inclui tanto justificativa quanto alguma oposição a atos de violência.

## Definição
A definição do que constitui violência mudou ao longo do tempo.  No século XXI, a definição se ampliou consideravelmente para incluir atos que costumavam ser vistos como aceitáveis. Estudos modernos sobre violência na Bíblia tende a se enquadrar em duas categorias:
- aqueles que usam a ética moderna para criticar o que vêem como o legado violento do monoteísmo
- e aqueles que abordam o tema de uma perspectiva histórica e cultural.[7]

A Bíblia reflete como as percepções da violência mudaram ao longo do tempo para seus autores e leitores.

Os escritores bíblicos definiram e interpretaram a violência em termos culturalmente específicos com base nos valores da época em que viveram. Eles usaram seus próprios temas, explicações culturais e lógica teológica para definir violência como um problema em quatro categorias gerais.
Eles definem como violento qualquer coisa que destrua o inter-relacionamento, a interdependência e a totalidade da "ecologia da criação". Eles retratam o discurso ardiloso, arrogante e desonesto, especialmente aquele que visa oprimir os pobres, como violento em seus efeitos.  Descrições de violações da justiça são definidas como formas particularmente flagrantes de violência em uma compreensão inicial da lei natural, e as violações da pureza e santidade são vistas como um tipo de violência que contamina a terra, seu povo e o santuário. Isto é acompanhado de nojo por parte dos escritores bíblicos.

## No Antigo Testamento

### Hamas
Hamas, que significa violência, transgressão, é o termo principal da Bíblia hebraica para violência e é usado pela primeira vez em Gênesis 6:11: "a terra estava corrompida aos olhos de Deus, e a terra estava cheia de violência.":256 :5  Ocorre sessenta vezes na Bíblia hebraica, quase sempre é usado para identificar violência física (Gênesis 49:5; Juízes 9:24), e é usado para descrever a violência humana, não divina.:2 "No entanto, a palavra hamas no Antigo Testamento também aparece nos contextos de pecado e injustiça contra Deus e o próximo, assuntos judiciais, violência estrutural e o problema da teodiceia". O Hamas pode se referir à violência verbal ou mesmo ética. "Às vezes, a palavra se refere à extrema maldade (Isaías 53:9; 59:6) onde a violência física pode ou não estar [envolvida].": "O termo Hamas às vezes aparece como um clamor a Deus diante de injustiça." Êxodo 23:1 e Deut. 19:16 caracterizam uma testemunha falsa como ʿēd ḥāmas (uma “testemunha violenta”). A noção de que um falso testemunho ameaça a vida e o bem-estar aparece de forma mais completa no Saltério."
Na Torá, os termos gazal (roubar) e asaq (oprimir) são frequentemente usados em combinação para descrever a violência humana de tomar/roubar/pilhar como opressão dos pobres, que pode ou não incluir danos físicos, verbais ou outros tipos de dano. Eles também são usados separadamente e em combinação ao longo do restante da Bíblia hebraica descrevendo roubar os pobres (Isaías 3:14, 10:2; Jeremias 22:3; Miquéias 2:2, 3:2; Malaquias 1:3), reter o salário de um contratado (cf. Deuteronômio 24:14), opressão política (Oséias 12:7), cobrando interesse opressivo (Ezequiel 22:12), e oprimindo o forasteiro em seu meio (Ezequiel 22:7) como atos de violência.

### Haram
O verbo hebraico ḥāram conota [completa aniquilação] (Nova Versão Padrão Revisada, “destruir totalmente”; Deut. 7:2); o substantivo que é derivado dele (ḥērem) às vezes é traduzido como significando "a proibição" e denota a separação, exclusão e dedicação de pessoas ou objetos que podem ser especialmente separados para destruição a Deus (Deuteronômio 7:26 ; Levítico 27:28-29). A historiadora Susan Niditch diz que "a raiz h-r-m liga vários usos bíblicos de não-guerra e guerra do termo... sob o título de sacrifício."
O uso inicial do termo indica que os israelitas não tinham permissão para tocar, possuir ou redimir essas "coisas devotas".  No entanto, o uso posterior do termo, como seu uso em Números 18:14-17 e Deuteronômio 7, indica que itens e primogênitos deveriam ser colocados de lado como ḥērem para que pudessem ser redimidos pelos sacerdotes.:3 O estudioso hebreu Baruch A. Levine observa que Deut.7:1-11 mostra que a ideologia hebraica evoluiu desde a escrita de Êxodo 33:5-16, com a adição da proibição (Êxodo 20:19,20). Levine conclui que esta é uma das várias indicações, incluindo evidências extra-bíblicas, de que ḥērem foi uma adição posterior ao pensamento hebraico. Levine diz que isso indica que Israel ainda estava, até Deuteronômio, fazendo ajustes ideológicos em relação à importação da prática estrangeira de ḥērem de sua fonte nas nações vizinhas do Oriente Próximo.":396  Mais da metade das ocorrências do verbo e do substantivo para a raiz ḥ-r-m estão relacionadas com a destruição de nações em guerra, mas outros termos que estão associados a ações que o estudioso do Antigo Testamento Eric Siebert considera "violência divina " pode ou não incluir a guerra. Siebert diz que a violência divina é "a violência que Deus teria perpetrado, causado ou sancionado". Especificamente, isso inclui (1) violência que Deus comete sem o uso de agentes humanos (por exemplo, enviando fogo sobre Sodoma e Gomorra); (2) violência que Deus comissiona, normalmente sem o conhecimento daqueles que estão sendo comissionados (por exemplo, usando Babilônia para punir o povo de Judá por seus pecados); e (3) violência que Deus ordena diretamente (por exemplo, ordenando que os israelitas exterminem os canaaneus)."

## Leitura complementar
- Avalos, Hector. Fighting Words. The Origins of Religious Violence. Amherst, NY: Prometheus, 2005.
- Bekkenkamp, Jonneke and Sherwood, Yvonne, ed. Sanctified Aggression. Legacies of Biblical and Postbiblical Vocabularies of Violence. London/New York: T. & T. Clark International, 2003.
- Collins, John J.  Does the Bible Justify Violence? Minneapolis: Fortress, 2004.
- Hedges, Chris. 2007. American Fascists: The Christian Right and the War on America. Free Press.
- Lea, Henry Charles. 1961. The Inquisition of the Middle Ages. Abridged. New York: Macmillan.
- MacMullen, Ramsay, 1989  "Christianizing the Roman Empire: AD 100–400"
- MacMullen, Ramsay, 1997, "Christianity and Paganism in the Fourth to Eighth Centuries"
- Mason, Carol. 2002. Killing for Life: The Apocalyptic Narrative of Pro-Life Politics. Ithaca: Cornell University Press.
- McTernan, Oliver J. 2003. Violence in God's name: religion in an age of conflict. Orbis Books.
- Thiery, Daniel E. Polluting the Sacred: Violence, Faith and the Civilizing of Parishioners in Late Medieval England.  Leiden: Brill, 2009.
- Tyerman, Christopher. 2006. God's War: A New History of the Crusades. Cambridge, MA: Harvard University Press, Belknap.
- Zeskind, Leonard. 1987. The ‘Christian Identity’ Movement, [booklet]. Atlanta, Georgia: Center for Democratic Renewal/Division of Church and Society, National Council of Churches.
- Robert Spencer Religion of Peace?: Why Christianity Is and Islam Isn't, Regnery Publishing, 2007, ISBN 1-59698-515-1
- Rodney Stark God’s Battalions: The Case for the Crusades, HarperOne, 2010,
- Schwartz, Regina M. The Curse of Cain: The Violent Legacy of Monotheism. Chicago: University of Chicago Press, 1998.